# Polystichum cystopteroides
Polystichum cystopteroides là một loài dương xỉ trong họ Dryopteridaceae. Loài này được Nees mô tả khoa học đầu tiên năm 1847.